# Озерки (Горномарийский район)
Озерки́ (горномар. Озёркадӹр) — деревня в Горномарийском районе Марий Эл, центр Озеркинского сельского поселения.

## Географическое положение
Деревня Озерки расположена на левобережье Волги, напротив Козьмодемьянска и в 4 км от ранее существовавшего села Коротни. С районным центром Озерки связывают дорога Р-173 и паромная переправа в 6 км от деревни. Протяжённость паромной переправы около 2 км. По этой же дороге в направлении на северо-восток расстояние до столицы Марий Эл Йошкар-Олы — 104 км.
Официальное название деревни указывает на слово «озерко» в форме множественного числа. Русское название деревни обозначало, что в окрестности деревни находится несколько небольших озёр. Марийское же Озьоркадыр, образовавшееся под влиянием русского, переводится как Деревня на берегу озера.

## История
В ландратских книгах 1717 года деревня называлась Первая (Большая) Рутка и входила в состав Тохнаевой пятидесятой. Основными занятиями местных жителей было сельское хозяйство, местные промыслы, отхожий промысел. В частности ряд жителей деревни работали бурлаками. Помимо это многие жители занимались охотой, рыболовством, сбором лесных ягод, грибов, орехов. Поскольку урожаи сельскохозяйственных культур в этих местах были невелики, часть зерна приходилось закупать в правобережье Волги.
В 1902 году в деревне было открыто земское начальное училище. В 1921 году в деревне имелись начальная школа, изба-читальня.
В 70-х годах XX века, в связи со строительством Чебоксарской ГЭС, в деревню переселились жители села Коротни и ряда деревень и рабочих посёлком, попавших под затопление. В 1982 году Озерки стали центром сельского поселения.

## Население
| 2002 | 2010  | 2013  | 2014  | 2015  |
| ---- | ----- | ----- | ----- | ----- |
| 1947 | ↘1759 | ↗1845 | ↘1830 | ↘1804 |

По данным переписи 2001 года численность населения составляла 2136 человек. В деревне насчитывалось 912 дворов, из которых 47 пустующих. Большую часть населения составляли марийцы и русские, а также татары, чуваши, мордва и представители ряда других народов бывшего СССР.